# Viacheslav Sviderski
Viacheslav Mijáilovich Sviderski (nacido el 1 de enero de 1979 en Kiev, Ucrania) es un futbolista profesional defensa de Ucrania para Traviya Simperofol. Fue una parte de 2006 FIFA World Cup. Jugó tres partidos en las copas del mundo, donde fue suplente en los tres juegos. En 2009, Slava firmó un contrato de seis meses con Tavriya como agente libre de Dnipro Dnipropetrovsk.
- Datos: Q540354
- Multimedia: Vyacheslav Sviderskyi / Q540354